# Agonía de amor
Agonía de amor é uma telenovela mexicana, produzida pela Televisa e exibida em 1963 pelo Telesistema Mexicano.

## Elenco
- Jacqueline Andere
- José Gálvez
- Bertha Moss
- Adriana Roel